# فرانک بونامور
فرانک بونامور (فرانسوی: Franck Bonnamour‎؛ زادهٔ ۲۰ ژوئن ۱۹۹۵ ‏(۲۹ سال)) دوچرخه‌سوار اهل فرانسه است.
از باشگاه‌هایی که در آن رکاب زده‌است می‌توان به تیم دوچرخه‌سواری فورتونئو–اسکارو اشاره کرد.